# GP-25
GP-25(러시아어: ГП-25)는 AK 계열 돌격소총에 장착하는 러시아의 언더배럴 유탄발사기이다. 소비에트 연방의 아프가니스탄 침공 당시였던 1984년에 서방세계에 처음 알려졌다. 최초 형태는 BG-15라 하였으며 AK-74 돌격소총에 부착하여 사용했다.

## 개발

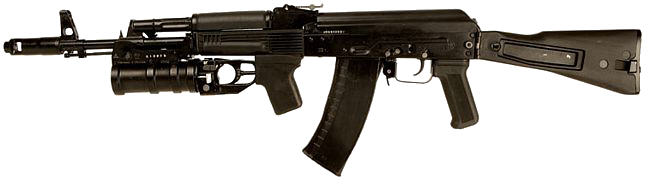
GP-25 유탄발사기를 부착한 AK-74M.

AK-47 돌격소총을 위한 유탄발사기 개발은 1966년에 수렵무기중앙설계연구국에서 시작되었다. 개발은 1970년대까지 계속되어 1978년부터 제식무기가 되어 사용되었다. 1989년부터는 AK-100 계열 돌격소총 용으로 GP-30이 사용되기 시작했다.

## 상세
제2차 세계 대전 말기에 독일에서, 로켓을 비롯한 무반동화기 특유의 후폭풍 없이 반동을 줄이기 위해 고저압 시스템을 사용하는 구경 40 mm 탄약을 개발한 바 있다. 소련의 이 유탄발사기들은 그것과 형태와 발사가 매우 흡사하다.
GP-30은 기본적인 것만 남긴 형태의 유탄발사기로, 매우 짧은 구경 40 mm 강선 총열과, 그 뒤에 붙은 기본적 방아쇠 장치와, 최소한의 손잡이로 이루어져 있다. 총열 위쪽에는 AK 계열 돌격소총의 총열에 부착하기 위한 총가용 톱니가 있다.
유탄은 전장식으로 총열에 장전되며, 조준을 한 뒤 방아쇠를 당기면 공이치기가 자동으로 올라가 점화한다. 유탄 바닥에 깔린 뇌관이 가장 먼저 터짐으로써 유탄 몸체 속의 니트로셀룰로오스 추진체를 착화시킨다. 추진체에서 방출되는 뜨거운 가스가 팽창하며 유탄 바닥의 구멍을 통해 빠져나가고, 그로써 유탄이 총열 속을 빠져나가도록 추진한다. 그와 동시에 총열 속의 강선이 발사체의 자전을 안정화시킨다.
총열 수명은 약 400회 정도 사용할 수 있다.

## 탄약
GP 유탄발사기들은 일련의 40 mm 유탄을 발사한다. 가장 먼저 사용된 주력 유탄은 VOG-15 (7P17) 세열탄이었다. 이것은 이후 강철 껍질을 둘러친 VOG-25 세열탄으로 대체되었다. VOG-25의 치사 반경은 6미터이다.
땅에 닿았다가 튀어올라 폭발하는 VOG-25P 역시 발사할 수 있다. 충격을 받으면 유탄 코 부분의 소량의 화약이 먼저 폭발해, 충격지연신관이 탄두를 폭발시키기 전에 공중으로 0.5 ~ 1.5 미터가량 떠오르게 만든다. VOG-25P의 치사 반경은 6미터이다.
연막탄도 발사할 수 있으며, GRD-40 연막탄이 가장 먼저 사용되었고 이후 GRD-50, GRD-100, GRD-200으로 대체되었다. 각각 50, 100, 200 미터 사정거리에 대하여 구별하여 사용되었다. GRD 연막탄들은 20 평방미터 넓이의 연막을 형성할 수 있으며, 1분 이상 지속되고 초속 5미터 속도로 확산된다.
"그바즈디"(гвоздь, 못이라는 뜻)라는 이름의 CS 가스탄과 고무탄 역시 발사할 수 있다.

### 유탄
- 신관 범위: 10 ~ 40 미터 (33 ~ 130 피트)
- 신관 자폭 시간: 14 ~ 19 초
- VOG-25 상세사항:
  - 중량: 250 그램 (0.55 파운드)
  - 유탄: A-IX-1 폭약 48 그램.
- VOG-25P 상세사항:
  - 중량: 278 그램 (0.61 파운드)
  - 탄두: TNT 37 그램.
- GRD-50/100/200 상세사항
  - 중량: 265 그램
  - 탄두: 90 그램

## 사용처

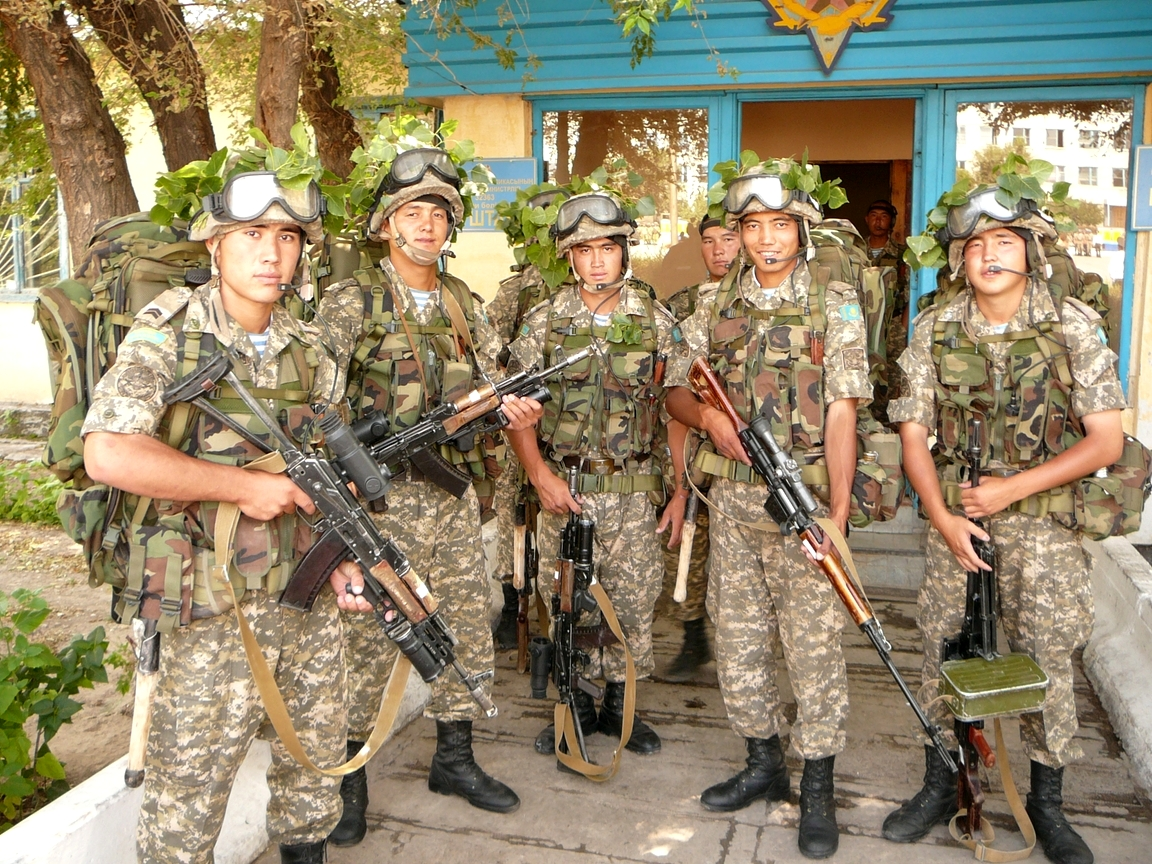
GP-30을 부착한 AK-74를 든 카자흐스탄 군인들.

- 조지아: 자체 생산.[1]
- 리투아니아 무장군[2]
- 조선민주주의인민공화국[3][4]
- 러시아[3]
- 세르비아[출처 필요]
- 우크라이나[3]

## 참고 자료
- Koll, Christian (2009). Soviet Cannon – A Comprehensive Study of Soviet Arms and Ammunition in Calibres 12.7mm to 57mm. Austria: Koll. 397쪽. ISBN 978-3-200-01445-9. 2009년 10월 19일에 원본 문서에서 보존된 문서. 2014년 1월 7일에 확인함.